# Serge Recordier
Serge Recordier est un footballeur français né le 5 avril 1962 à Orange dans le département du Vaucluse.

## Biographie
Il joue toute sa carrière entre première et deuxième division, remportant le titre de champion de France avec l'AS Monaco en 1982, jouant 10 matchs pour sa première saison professionnelle.
À l'issue de sa carrière, il devient recruteur pour l'OGC Nice et l'AS Monaco. En 2019 il effectue son retour à Nice.

## Carrière

### Joueur
- 1981-1984 :  AS Monaco
- 1984-1986 :  FC Rouen
- 1986-1988 :  AS Beauvais
- 1988-1991 :  AS Saint-Étienne
- 1991-1992 :  Olympique avignonnais[2]

### Entraîneur
- 1992-1993 :  CA Digne-les-Bains
- 1993-1998 :  FC Antibes
- 2002-2004 :  CS Sedan-Ardennes : entraîneur-adjoint
- 2005-2006 :  SC Courthézon
- 2005-2006 :  Olympique Gymnaste Club Nice : entraîneur - 16 ans
- 2006-2018 :  Olympique Gymnaste Club Nice : recruteur
- 2018-2019 :  AS Monaco : recruteur
- 2019 :  Olympique Gymnaste Club Nice : recruteur

## Palmarès
- Champion de France en 1982 avec l'AS Monaco
- Vice-champion de France en 1984 avec l'AS Monaco